# Lumbrinerides acutus
Lumbrinerides acutus är en ringmaskart. Lumbrinerides acutus ingår i släktet Lumbrinerides och familjen Lumbrineridae. Utöver nominatformen finns också underarten L. a. japonicus.